# Murina harpioloides
Murina harpioloides és una espècie de ratpenat de la família dels vespertiliònids. És endèmic del Vietnam. Físicament, s'assembla bastant a Harpiola isodon, però tenen les dents diferents. És un membre bastant petit del gènere Murina, amb avantbraços de menys de 30 mm de llargada.